# Nauru ai Giochi della XXIX Olimpiade
Nauru ha partecipato ai Giochi della XXIX Olimpiade di Pechino, svoltisi dall'8 al 24 agosto 2008, con una delegazione di 1 atleta.

## Sollevamento pesi
| Gara    | Atleta        | Strappo | Strappo | Slancio | Slancio | Totale | Posizione |
| Gara    | Atleta        | Ris.    | Pos.    | Ris.    | Pos.    | Totale | Posizione |
| ------- | ------------- | ------- | ------- | ------- | ------- | ------ | --------- |
| +105 kg | Itte Detenamo | 175     | 9       | 210     | 10      | 385    | 10        |